# Khabàrovsk

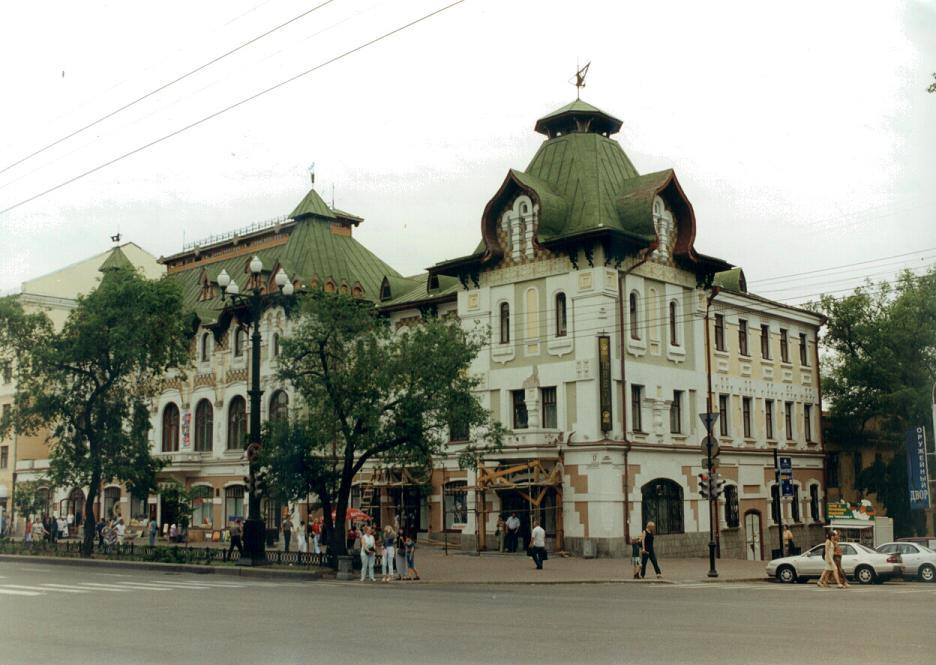
Antiga Duma de Khabàrovsk

Khabàrovsk (en rus: Хабаровск) és una ciutat russa, principal ciutat i capital del krai de Khabàrovsk. Està situada a uns 30 kilòmetres de la frontera xinesa, i és la segona ciutat més gran de l'Extrem Orient Rus després de Vladivostok.

## Història
Els exploradors russos de la dècada de 1650, durant la Conquesta russa de Sibèria van establir una sèrie d'Ostrogs, campaments més o menys fortificats a l'Amur, la majoria emprats només uns mesos i després destruïts. Es creu que el primer campament d'aquest tipus a la zona de l'actual Khabarovsk va ser el campament d'hivern fortificat anomenat Achansk (Ачанск) o Achansky gorodok (Ачанский городок), construït pels cosacs de Ierofei Khabàrov el setembre de 1651 després de navegar cap a l'alt Amur. El fort va rebre el nom de la tribu local a qui la gent de Khabarov anomenava "Achans". El 8 d'octubre el fort va ser atacat sense èxit per les forces conjuntes d'achans i duchers. A finals de novembre, la gent de Khabarov va emprendre una campanya de tres dies contra el cap local Zhakshur (Жакшур) recollint una gran quantitat de botí i anunciant que els locals estaven ara súbdits del tsar rus. Una campanya semblant es va fer més tard a l'hivern contra el cap ducher Nechiga (Нечига), més lluny d'Achansk. El 24 (o 26 de març) de 1652, Fort Achansk va ser atacat per la cavalleria manxú, liderada pel comandant de Ninguta Haise, reforçada pels ducher, però els cosacs es van mantenir en una batalla d'un dia i fins i tot van aconseguir apoderar-se del subministrament dels atacants. Un cop el gel de l'Amur es va trencar a la primavera de 1652, la gent de Khabarov va destruir el seu fort i va marxar. Després del tractat de Nértxinsk de 1689 entre el tsarat de Rússia i l'Imperi Qing, la zona es va convertir en una part indiscutible de la Xina durant el segle i mig següent.
El 1858, la zona va ser cedida a Rússia en virtut del Tractat d'Aigun i els russos aquell any van fundar el lloc militar de Khabarovka (Хаба́ровка) en honor de l'explorador Ierofei Khabàrov com a punt d'observació militar, tot i que en pocs anys va esdevenir un important centre industrial de la regió. La ciutat es troba a la confluència dels rius Amur i Ussuri, a uns 800 kilòmetres al nord de Vladivostok i a 8523 kilòmetres de Moscou. S'hi pot arribar a la ciutat des de principis del segle xx mitjançant el ferrocarril Transsiberià. També hi ha connexió ferroviària amb Komsomolsk de l'Amur i amb la línia Baikal-Amur.
L'any 1894 es fundà a la ciutat un departament de la Societat Geogràfica Russa, el que impulsà la creació de nombroses biblioteques, teatres i museus a la ciutat, entre els quals cal destacar el Museu d'Art, amb una estranya col·lecció d'antigues icones russes. Des de llavors, les activitats culturals han estat un dels pilars de la vida a la ciutat.
Bona part de la història indígena local s'ha preservat gràcies al Museu del Coneixement Regional i el Museu d'Història Natural. Alhora, es conserven indrets, com ara bé la població de Sikhaxi-Alian, de l'ètnia Nanai, amb pintures sobre les roques de fins a 3.000 anys d'antiguitat.

## Clima
Khabàrovsk té un clima continental extrem. La seva temperatura mitjana anual és de +2'4 °C. El gener té -19,8 °C i el juliol +21,3 °C la seva pluviometria mitjana anual és de 682 litres amb un màxim monsònic a l'estiu.

## Ciutats agermanades
- Niigata, Japó (1965)
- Portland, Estats Units (1988)
- Victoria, Canadà (1990)
- Harbin, Xina (1993)
- Bucheon, Corea del Sud (2002)
- Sanya, Xina (2011)
- Chongjin, Corea del Nord (2011)